# Hrabstwo Martin (Kentucky)
Martin – hrabstwo w USA, w stanie Kentucky, z siedzibą w Inez. Założone w 1870. Według danych z 2000 roku hrabstwo miało 12578 mieszkańców.

## Miasta
- Inez
- Warfield